# 454
454（四百五十四、四五四、よんひゃくごじゅうよん）は、自然数また整数において、453の次で455の前の数である。

## 性質
- 454 は合成数であり、約数は1, 2, 227, 454である。
  - 約数の和は684。
- 55番目の回文数である。1つ前は444、次は464。
- 141番目の半素数である。1つ前は453、次は458。
- 49番目の偶数の半素数である。1つ前は446、次は458。
- 19番目のスミス数である（454 = 2 × 227、4 + 5 + 4 = 2 + 2 + 2 + 7）。1つ前は438、次は483。
- 454 = 2 × 35 － 25
  - n = 5 のときの 2 × 3n － 2n の値とみたとき1つ前は146、次は1394。(オンライン整数列大辞典の数列 A027649)
- 454 = 13 × 14 × 15/6 － 1
  - n = 13 のときの  n(n + 1)(n + 2)/6 － 1 の値とみたとき1つ前は363、次は559。
- 454 = 2 × 152 + 4
  - n = 15 のときの 2n2 + 4 の値とみたとき1つ前は396、次は516。

## その他 454 に関連すること
- 西暦454年
- 紀元前454年